# Козлов, Андрей Владимирович (футболист)
Андре́й Влади́мирович Козло́в (род. 23 февраля 1989, Брянск, СССР) — российский футболист, нападающий.

## Биография
Начал заниматься футболом в брянской ДЮСШ «Партизан», воспитанниками которой также являются Сергей Терехов и Евгений Шляков. В детстве, помимо футбола, активно занимался бегом на дальние дистанции. Козлов признавался, что хотел стать политиком или сотрудником полиции, если бы не связал свою жизнь с футболом.
Профессиональную карьеру начал в 2008 году в клубе Второго дивизиона «Елец». По ходу сезона 2009 года перешёл в смоленский «Днепр». В 2010 году играл за «Губкин» и «Факел». В составе воронежской команды дебютировал в ФНЛ 4 апреля 2011 в матче против брянского «Динамо». В дальнейшем выступал на правах аренды за клуб второго дивизиона «Уфа» и клуб ФНЛ «Торпедо» Москва. В первой половине 2013 года играл за «Металлург-Кузбасс». Летом 2013 года вернулся в Брянск, где подписал контракт с «Динамо», однако уже в 2014 году играл за «Химки». Перед стартом сезона 2014/15 подписал контракт с нижегородской «Волгой», за которую провёл 66 матчей в ФНЛ и забил 13 голов.

Козлов неоднократно подчёркивал, что самый тяжёлый матч в его карьере состоялся в составе «Волги» против «Сибири» из Новосибирска (3:4). В интервью спортивному порталу «Чемпионат» футболист вспоминал:
— Приехали в аэропорт в Нижнем Новгороде часов в семь вечера, в час ночи должны были вылетать в Новосибирск. А в Москве буря была, поэтому туда мы добрались только в девять утра. В итоге мы не успевали на игру, поэтому её перенесли на два часа. Переодевались в автобусе. Приехали за 20 минут до начала игры, быстро размялись и пошли играть. Не спали, не ели ничего… До 60-й минуты ещё как-то умудрились вести в счёте, но в итоге проиграли 3:4. Силы закончились — организм не обманешь. Я этот выезд надолго запомнил.

### «Енисей», «Оренбург»
После расформирования «Волги» в 2016 году Козлов перешёл в «Енисей», который по итогам сезона должен был вылететь в ПФЛ, но в итоге остался в ФНЛ. По словам футболиста, он согласился на переезд в Красноярск после звонка от Александра Харитонова, который рассказал ему про приход в стан «красно-синих» главного тренера Андрея Тихонова. Примечательно, что «Енисей» формально покинул ФНЛ именно после матча с «Волгой», в котором Козлов сделал дубль.
В составе красноярцев Козлов оформил покер в ворота «Мордовии» (4:0), который стал вторым в истории ФНЛ — впервые такое достижение покорилось форварду «Арсенала» Александру Кутьину, забившему четыре мяча «СКА-Энергии» в 2013 году (5:1). Для «Енисея» покер Козлова стал первым с 2005 года. Всего нападающий провёл 34 игры за «Енисей» в Первенстве ФНЛ, в которых забил шесть голов.
В последний день летнего трансферного окна 2017 года Козлова пытался приобрести «Оренбург», предложив «громадные по меркам ФНЛ» финансовые условия, однако футболист отклонил предложение и остался в Красноярске. В летне-осенней части Первенства ФНЛ 2017/18 забил 15 мячей в 25 матчах, став лучшим бомбардиром команды и этой части турнира.
В январе 2018 года «Енисей» объявил о переходе Козлова в «Оренбург». Позже представители красноярского клуба признавались, что удержать игрока «не было возможности», поскольку «Оренбург» заплатил необходимую сумму отступных. С «Оренбургом» Козлов вышел в премьер-лигу. В первенстве и чемпионате за «Оренбург» сыграл 30 матчей, забив 3 гола. С учётом кубка в сезоне 2018/19 сыграл в 23 матчах, забил 4 мяча.

### «Уфа», возвращение в «Оренбург»
27 июня 2019 года подписал контракт с клубом «Уфа» и выбрал 99-й номер. 13 июля в дебютной игре против «Урала» забил гол. Всего в чемпионате провёл за «Уфу» 19 матчей, забил 1 гол. В августе 2020 года вернулся в «Оренбург». В ФНЛ сыграл за «Оренбург» 35 матчей, забил 7 мячей и сделал 9 результативных передач, став став лучшим ассистентом команды в сезоне.

### «Кубань», «Ротор», «Амкар»
«Оренбург» не был допущен до премьер-лиги, и Козлов перешёл в состав новичка первого дивизиона ФНЛ «Кубани». За краснодарскую команду играл в течение года, после чего соглашение с клубом было расторгнуто по обоюдному согласию сторон. Сыграл в первенстве 23 матча, забил 3 мяча.
В июле 2022 года перешёл в «Ротор», с которым подписал годичный контракт с возможностью продления, однако в ноябре того же года контракт был расторгнут по обоюдному согласию сторон. В феврале 2023 года пополнил состав «Амкара». 

## Достижения
- Серебряный призёр первенства ФНЛ: 2020/21
- Бронзовый призёр первенства ФНЛ: 2016/17
- Серебряный призёр зоны «Урал-Поволжье» Второго дивизиона: 2011/12
- Бронзовый призёр Второго дивизиона (2): 2013/14 (зона «Запад»), 2022/23 (4-я группа)

## Личная жизнь
Женат. Сын Арсений (род. 2012).
Болельщик «Манчестер Юнайтед».